# Sâlha
Sâlha (1924: Silha) a fost un sat din Banat care astăzi este inclus în localitatea Coșteiu.

## Istoric

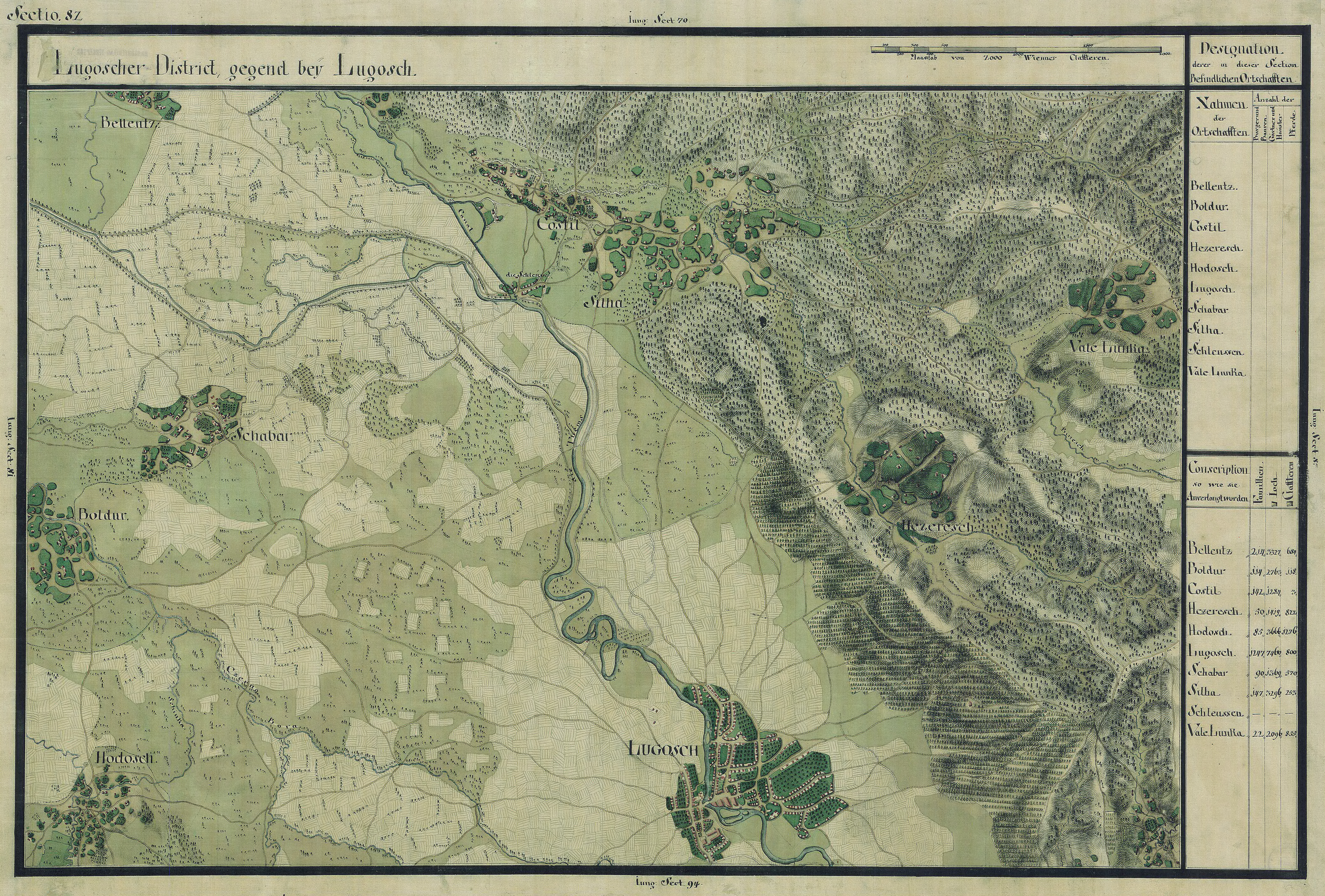
Sâlha în Harta Iosefină a Banatului, 1769-72

La anul 1849, murind preotul paroh din Sâlha, Ioan Murariu, când văzu bisericuța mică, făr nici un fel de podoabe, puțini oameni la biserică și fără nici o atenție la slujbele religioase se întristă mult. Era obișnuit să servească la biserici pompoase, cu odăjdii scumpe, a fost 2 ani cantor la biserica macedo-română din Parța, apoi 16 ani diacon și Învățător la Caransebeș. S-a întrista dar nu s-a descurajat. Purta singur evidența veniturilor și cheltuielilor bisericești neavând încredere în epitrop. Când a venit în Sâlha la 1849 a găsit un capital de 247 florini la finea anului 1850, capitalul era de 600 florini. După venirea sa, observă pe credinciosul Ioan Luminosu (care era crâsnic) bunicul actualului crâsnic Ioan Petrișor si tatăl fostului crâsnic Dimitrie Luminosu, om cu mare dragoste față de biserică și-l pune epitrop, cu ajutorul acestuia spori capitalul bisericii, an de an. La 1853 a ajuns la 1263 florini, apoi la 1858 la 4000 florini, la 1864 la 5400 florini. La anul 1864, credinciosul Nicolae Bărbulescu, om foarte ambițios, care era singurul jude comunal, voia cu orice preț să ajungă epitrop în locul lui Ioan Luminosu și îi succese (reuși). Se spune despre acest om că era cu stare bună, ambițios din fire, fără știință de carte, abia știa să-și scrie numele, dar Înzestrat din naștere cu istețime naturală, a știut să-și câștige trecere în fața domniei și orice își punea în minte îi reușea. Poporul care l-a ales epitrop avea încredere în el și nu s-a înșelat căci și-a dat un mare interes pentru zidirea bisericii. 
Până la anul 1866 înmulți capitalul de 5400 florini la 6000 de florini. În anul 1866 N. Bărbulescu cu vreo 10 -12 oameni fruntași si încrezuți ai lui, porni la începerea pregătirilor pentru zidirea bisericii. Episcopul Ioan Popasu fiind înștiințat de intenția Sâlhenilor de a zidi biserica, le interzise sa înceapă lucrul până nu vor avea capitalul de 7000 florini cât costa aproximativ biserica, iar pe epitropul N. Bărbulescu îl amenință cu temnița dacă va sparge biserica veche.